# هكتور بيرتيلوت
هكتور بيرتيلوت هو فنان قصص مصورة وصحفي ومصور كندي، ولد في 4 مارس 1842 في تروا ريفيير في كندا، وتوفي في 15 سبتمبر 1895 في مونتريال في كندا.